# Marchesato di Sorbello
Il marchesato di Sorbello, feudo imperiale (1416-1815), era situato all'imboccatura della Val di Pierle e s'inseriva come una
propaggine del Granducato di Toscana nel territorio umbro dello Stato Pontificio. Un'enclave strategica che, anche per questa particolarità, visse un eccezionale periodo di indipendenza - 399 anni - sotto il governo di un ramo cadetto dei Bourbon del Monte Santa Maria. Ora è compreso nel territorio comunale di Cortona, in provincia di Arezzo.

## Il territorio
Il territorio del marchesato incominciava ad est presso Borgo La Mita e terminava nella gola a serravalle tra Reschio e Sorbello (inizio della Val di Pierle), subito dopo il ponte altomedievale sul torrente Niccone (affluente del Tevere e tratto di confine tra il Granducato di Toscana e lo Stato della Chiesa, dove dalla strada principale si avviava la mulattiera per San Lorenzo a Rubbiano (290 m). Dalla fertile valle si saliva a 389 metri sul conico colle boscoso, al centro del feudo, in cui si ergeva il castello, vero nido d'aquila, fino ad arrivare ai 638 metri di Poggio degli Abeti, dietro di esso, e ai 641 della rocca dei Mandarini, e scendere di nuovo giù, lungo il fiume, ai 290 di Castiglione.

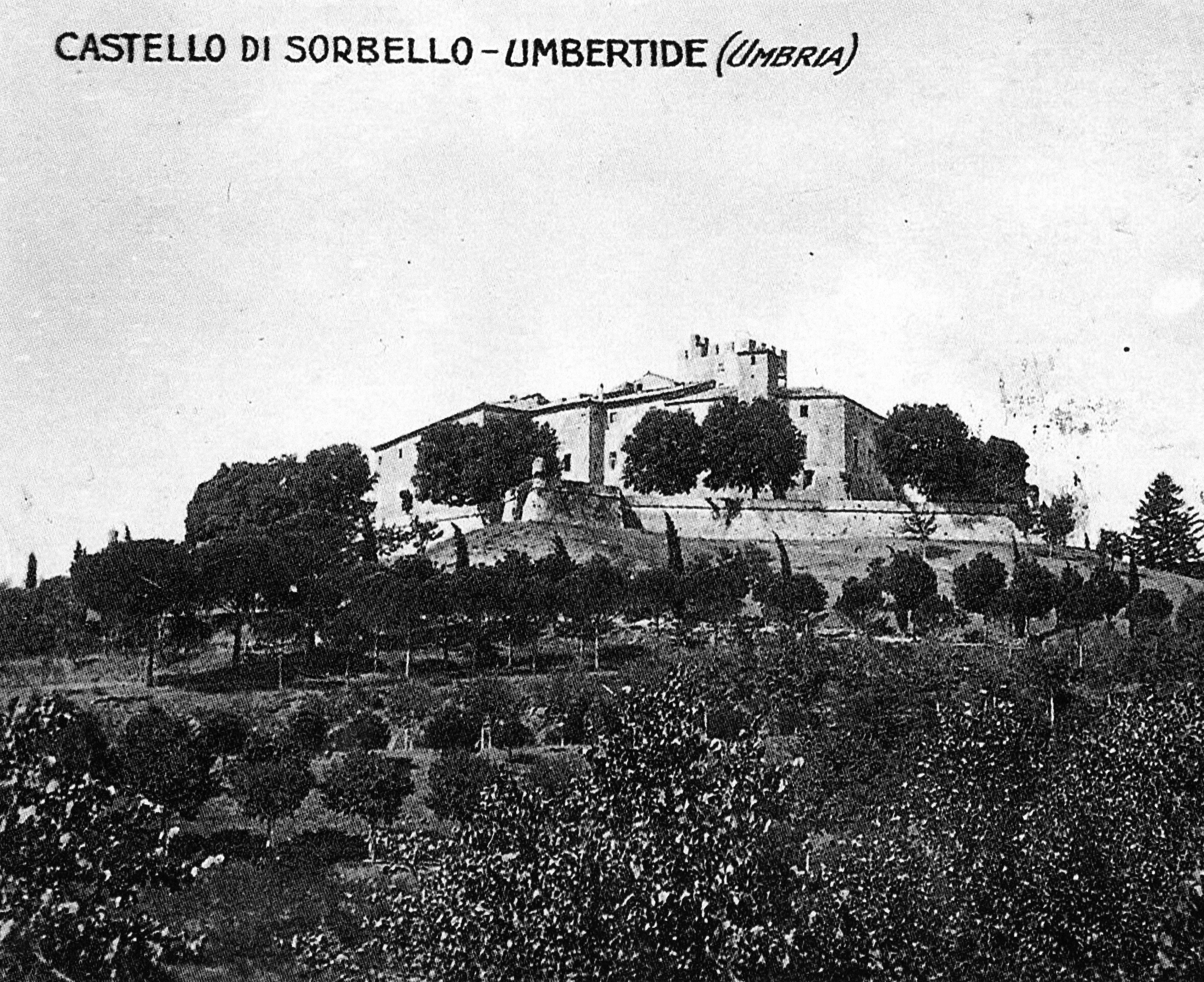
Il castello di Sorbello

Il marchesato aveva una superficie di quattro km² (4 km x 3,3) e una popolazione media di 300-500 abitanti. Il suo confine meridionale coincideva con il rio Niccone (possedimento di Perugia, con il castello di Reschio), quello orientale era costituito dal circondario di Umbertide nello Stato Pontificio, il limite occidentale dalle terre di Cortona (Granducato di Toscana), il settentrionale dal marchesato di Petrella e pertinenze di Città di Castello e Montone. Lo staterello comprendeva, dunque, La Mita, Sant'Andrea di Sorbello, la tenuta con il castello dei Bourbon, Castiglione, Pereto, Vasciano, la località Mandarini, con la torre del 1100, e il sito con San Lorenzo e la poi scomparsa pieve di Rubbiano. La via principale, proveniente da Umbertide e Lisciano Niccone, passava sotto il borgo Sant'Andrea (da cui due sentieri per il maniero), e, attraverso la valle del Niccone con veduta del castello di Pierle, arrivava a Tuoro sul Trasimeno e Cortona; un itinerario rurale, infine, dalla gola toccava San Lorenzo per finire a San Leo Bastia, fuori dal feudo.
Il borgo di Sant'Andrea di Sorbello, caratteristico e ben conservato, è tuttora distinto da un ampio piazzale in cui s'impone la chiesa dell'apostolo, di impianto rinascimentale e barocco: l'edificio era sede dell'arciprete, unico nella zona, dipendente dal vescovo di Cortona, ma sotto il patronato del marchese di Sorbello.
Dopo la canonica si ergono due schiere di case, già dimore e siti di lavoro dei fattori e dei contadini del feudo: dietro sorge il piccolo cimitero, con la cappella gentilizia dei Bourbon di Sorbello. Davanti alla piazza un antico sentiero, immerso in un bosco, sale al castello, e, attiguo, un secondo percorso si inerpica sul colle per raggiungere ugualmente l'avita residenza. Poco sotto e a sinistra del maniero, si eleva una palazzina con torretta di avvistamento, già sede del corpo di guardia e del personale di vigilanza della tenuta.

## Il marchesato
Il marchesato di Sorbello rappresentava una zona cuscinetto tra gli Stati del granduca e del Papa. Il confine in valle altotiberina era, infatti, incerto e non veniva riconosciuta la giurisdizione pontificia per la presenza delle zone franche dei tre feudi imperiali. Gli eventuali passaggi di convogli provenienti da Roma erano scortati, per precauzione, da molti armigeri.
Nel feudo, secondo la testimonianza del marchese Uguccione Ranieri, si parlava un curioso dialetto, un misto di perugino e romagnolo.
I sorbellesi erano dediti all'agricoltura e all'allevamento del bestiame, ma anche al piccolo artigianato. La maggior parte di loro lavorava al servizio del reggente, nella fattoria, nella rocca o in mansioni militari (guardie feudali, milizie).
Il territorio, invero, era ubicato in posizione strategica e ciò presupponeva il pagamento di esosi pedaggi, voce decisiva del bilancio marchesale, ma favoriva il contrabbando e il rifugio politico o di comodo di ricercati dagli stati confinanti, di pericolosi banditi che si mettevano al soldo del marchese per garantirsi l'impunità.

Anche Sorbello stipulò, a scopo di tutela, con il Granducato di Toscana, un atto di accomandigia (1424), più volte rinnovato, che lo inseriva nella sua orbita politica e militare, pur conservando l'indipendenza per quasi quattrocento anni ancora.

Negli ultimi anni di effettiva sovranità Uguccione III e la marchesa Cecilia parteciparono, come consuetudine, alla processione fiorentina del 24 giugno - festa di san Giovanni - per l'omaggio feudale. Il corteo di feudatari era ripartito in due tronchi, in virtù di un antico cerimoniale e una scaletta di rigorose precedenze. La teoria di vassalli si apriva con gli Orsini di Pitigliano: al centro erano posizionati il conte di Castell'Ottieri e il marchese di Sorbello, mentre nell'ultima fila procedevano i conti Barbolani di Montauto, di Sassetta e di Chitignano.
Il reggente aveva il potere di mero e misto imperio, di battere moneta, di riscuotere i tributi, di dichiarare guerra, il territorio era campo franco per i duelli all'ultimo sangue e rifugio politico. La giurisdizione civile e penale di solito veniva esercitata dal vicario e importanti funzioni esecutive venivano delegate al fattore o ministro. Il feudatario doveva anche tutelare i sudditi fornendo loro i necessari servizi, affrontare le spese per l'amministrazione, incluse quelle per le prigioni, e per la rappresentanza (nel 1581 i marchesi Tancredi II e Vittoria ricevettero, per esempio, nel castello, il papa Gregorio XIII).
Nel 1699, intanto, Leopoldo I, emulo del predecessore Carlo IV (1355), rinnovò le investiture dei marchesati altotiberini. Aumentarono, infatti, immunità e privilegi: diritto di confisca e collettazione, facoltà di ostentare la nera aquila imperiale. La successione al trono era stabilita per via primogeniale maschile, con esclusione delle donne ma con possibilità di reggenza della marchesa madre.
Il ramo dinastico dei Bourbon di Sorbello originò, dunque, dalle decisioni del marchese Lodovico del Monte, figlio di Giapeco, (i loro progenitori dal castello di Bourbon-l'Archambault erano giunti nella zona al seguito degli occupanti carolingi) che assegnò il feudo al figlio Gianmatteo I, con titolo di marchese per sé e per i successori che sarebbero stati tredici (l'altro erede, Cerbone, ebbe Monte Santa Maria).
Il 1º luglio 1805, infatti, l'applicazione del codice napoleonico provocò l'abolizione della feudalità. Il sessantottenne Uguccione III vide revocati gli antichi e lucrosi privilegi, la cui fonte si identificava con l'imperatore Francesco II d'Asburgo che nel 1806 fu costretto a liquidare il Sacro Romano Impero, così che i feudi imperiali non ebbero più ragione di esistere.
Le risoluzioni del Congresso di Vienna, però, non menzionarono espressamente Sorbello ai fini della soppressione: i Bourbon, pertanto, ripristinarono la loro autorità entrando in conflitto con l'arciprete di Sant'Andrea, don Borghi, che denunciò l'abuso al granduca Ferdinando III.
Ludovico V, fratello di Uguccione III, fu così l'ultimo marchese (1805-1815) e il feudo fu davvero annesso alla Toscana il 23 marzo 1819 e degradato a località del comune di Cortona.
I Bourbon di Sorbello rimasero titolari del loro esteso patrimonio immobiliare e continuarono con Carlo, figlio di Uguccione III. Carlo Emanuele (+1862) fu il padre di Altavilla (1836-1914), ultima della stirpe, che sposò il conte Giovanni Antonio Ranieri (+1893), figlio del reggente di Civitella Ruggero V (1811-17). Umberto I concesse alla coppia di usare il cognome Ranieri Bourbon di Sorbello.
La famiglia comitale, oltre al castello di Sorbello, possedeva le seguenti residenze: la villa del Pischiello e il castello di Bastia Corgna (Trasimeno), il palazzo a Lisciano Niccone, il palazzo (ora comunale) a Umbertide, il palazzo Sorbello a Perugia e, in seguito, il castello di Civitella Ranieri. Tra le opere d'arte conservate nel palazzo perugino dei Ranieri Bourbon di Sorbello (dotato, tra l'altro, di una ricca biblioteca), in piazza Piccinino, da ricordare l'Annunciazione Ranieri di Pietro Vannucci.
Il luogo di sepoltura principale dei Bourbon di Sorbello era nella chiesetta di San Damiano, detta anche "la Madonna del Pischiello", costruita nel 1765 dai marchesi Uguccione III e Cecilia nel parco della villa del Pischiello (presso Passignano sul Trasimeno), loro residenza estiva.

## Lo spettro di Battistello di Sorbello
Nell'antico castello di Sorbello si racconta che ogni anno, il 19 luglio, si manifesterebbe il "fantasma" di Battistello, giovane ed unico figlio naturale del reggente Guidone I (1501-54), celibe, e di Rosa di Bagnolo, donna non nobile. Il ragazzo, erede presuntivo del feudo, fu fatto decapitare nel salone della giustizia del maniero, il 19 luglio 1558, per ordine dello zio Lodovico II, succeduto al fratello. Lo "spettro", con la testa penzolante, percorrerebbe la sala del trono per poi discendere attraverso una rampa di scale non più esistente.
Battistello, in un primo tempo, aveva accettato la successione dello zio, ma non smise di tramare nell'ombra contro di lui. La nascita del cugino, futuro Tancredi II (il marchese aveva ormai 60 anni), aggravò la situazione del ragazzo, al punto che lo zio decise di liberarsene.

## Il castello

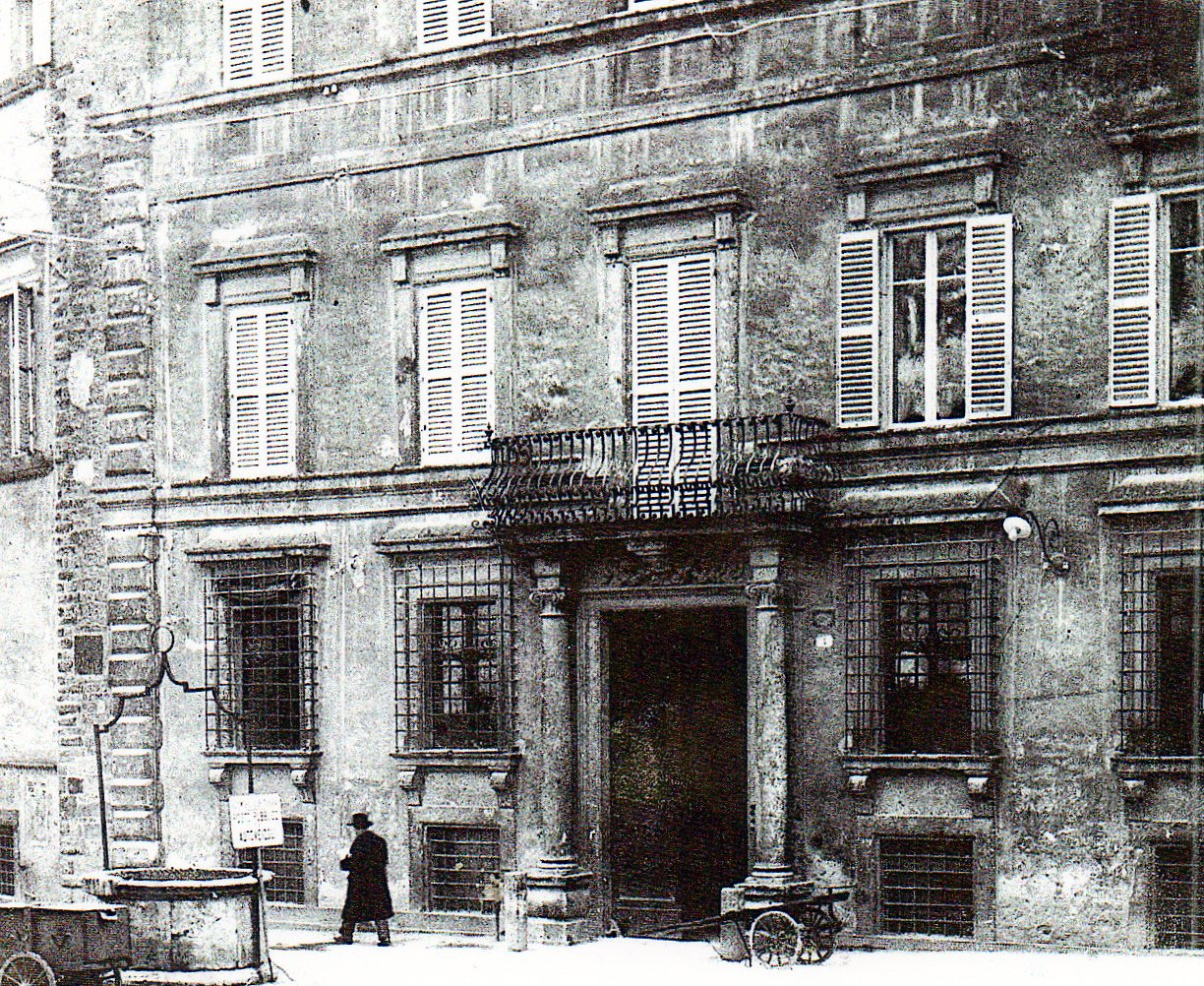
Il palazzo Sorbello, in Perugia
in un'immagine degli anni quaranta

Il castello di Sorbello non è circondato da mura difensive, ma caratterizzato da due solenni accessi separati da un vasto atrio in cui si innalza un maestoso scalone, sovrastante le buie prigioni feudali, dove i detenuti erano costretti a corrispondere al reggente una certa somma per il mantenimento.
L'edificio, ubicato nella zona centrale dell'antico feudo, fu eretto intorno al 1007. Da fortilizio fu trasformato in residenza signorile nel Seicento e il piano nobile decorato secondo lo stile barocco. Interessante la cappella di Sant'Andrea (patrono del marchesato e della dinastia regnante), al piano terra, con una pala raffigurante l'apostolo e due altari ai lati: qui venivano officiati tutti i riti religioni riguardanti la famiglia comitale, compresa l'intronizzazione del feudatario. Il maniero è l'edificio più vasto della valle, è posizionato sulla cima di un'altura boscosa di 389 metri e formato da una costruzione rettangolare, con rivellino e torre con merli ghibellini, immessa in una base trapezoidale con garitte ai vertici.
I Bourbon di Sorbello, che ancora ne sono i proprietari, sono iscritti nel Libro d'Oro della Nobiltà italiana anche come conti di Montegualandro, nobili di Velletri, patrizi di Perugia e Chiusi.
La torre principale della rocca ancora sovrasta la valle del Niccone e Borgo Sant'Andrea che nel XIX secolo contava 19 fuochi e 108 residenti: il parco ha una superficie di 24 ettari. L'interno è contraddistinto da 365 vani come i giorni dell'anno solare: si notano l'appartamento di rappresentanza, la sala del trono, lo studio del reggente, il salone dei busti, alcuni dipinti con scene di battaglie, un pregevole arazzo Gobelin e il ritratto di Guidone I, padre di Battistello. Al piano terra si trovano i locali di servizio e la stanza di giustizia, dove il marchese esercitava il potere giurisdizionale; al secondo piano gli alloggi per la servitù e i solai. Dalla grande corte, al pian terreno, partiva il banditore per informare i sudditi sul contenuto delle gride, ovvero le norme giuridiche feudali.

## Marchesi reggenti di Sorbello (1416-1815)[22]
| N° | Titolo            | Nome                           | Dal  | Al   | Consorte |
| 1  | Marchese reggente | Lodovico I Bourbon di Sorbello | 1416 | 1441 | Selvaggia Gabrielli |
| 2  | Marchese          | Gianmatteo I                   | 1441 | 1485 | Giulia Ranieri |
| 3  | Marchese          | Tancredi I                     | 1485 | 1501 | Caterina Ubaldini della Carda                                                                                              |
| 4  | Marchese          | Guidone I                      | 1501 | 1554 | celibe |
| 5  | Marchese          | Lodovico II                    | 1554 | 1568 | Faustina Ottieri, reggente                                                                                                 |
| 6  | Marchese          | Tancredi II                    | 1568 | 1585 | Vittoria Landriani |
| 7  | Marchese          | Lodovico III                   | 1585 | 1640 | Settimia Ricasoli |
| 8  | Marchese          | Uguccione I                    | 1640 | 1660 | Anna Maria Castelli di Polino                                                                                              |
| 9  | Marchese          | Tancredi III                   | 1660 | 1682 | Anna Bufalini, Margherita Berioli                                                                                          |
| 10 | Marchese          | Gianfrancesco I                | 1682 | 1696 | Eleonora Silvestri, Tommasa di Petrella; figlio di Uguccione I                                                             |
| 11 | Marchese          | Uguccione II                   | 1696 | 1724 | Maddalena Oddi di Antognolla                                                                                               |
| 12 | Marchese          | Lodovico IV                    | 1724 | 1748 | celibe, fratello di Uguccione II                                                                                           |
| 13 | Marchese          | Uguccione III                  | 1748 | 1805 | Cecilia Bonacorsi; nipote di Lodovico IV                                                                                   |
| 14 | Marchese          | Lodovico V                     | 1805 | 1815 | fratello di Uguccione III, dal cui figlio Giuseppe (1773-1843) discendono gli attuali marchesi Ranieri Bourbon di Sorbello |

## Galleria d'immagini

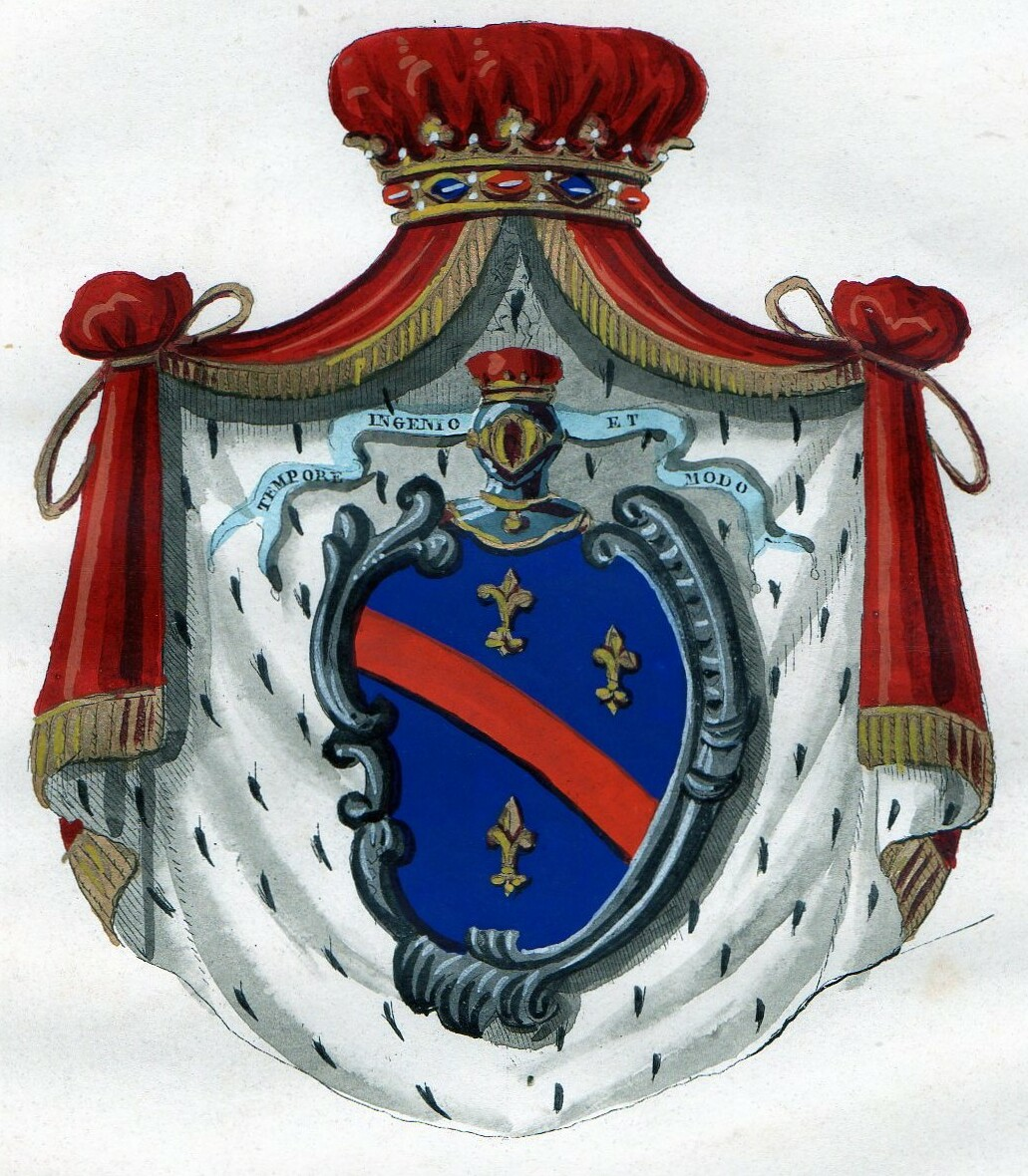
Lo stemma dei Bourbon del Monte
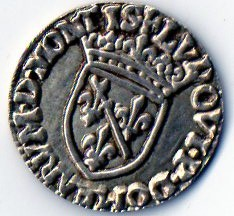
Il fiorino montesco
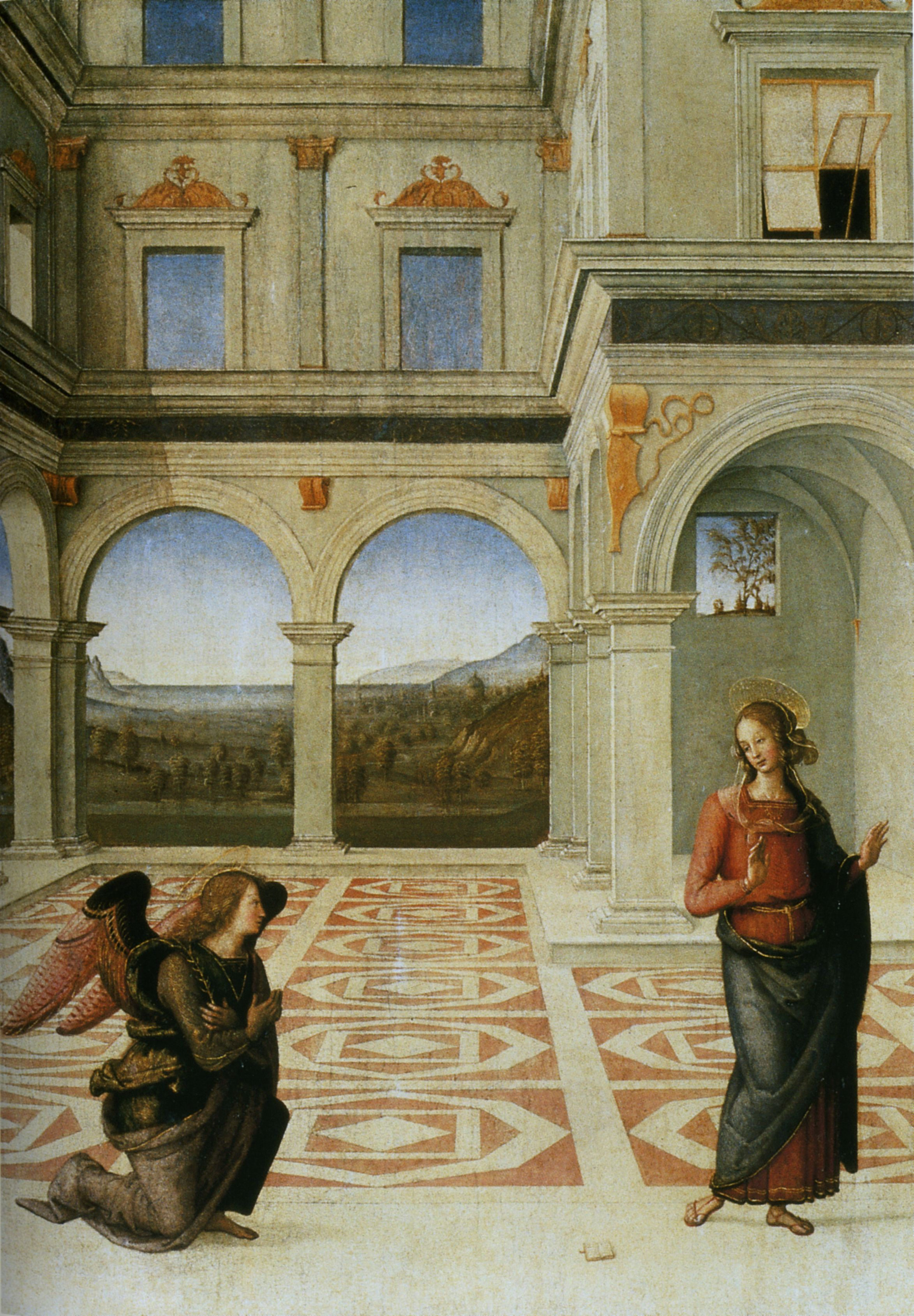
L'Annunciazione Ranieri, del Perugino
La villa del Pischiello,residenza estiva